# 21722 Rambhia
21722 Rambhia (1999 RX120) là một tiểu hành tinh vành đai chính được phát hiện ngày 9 tháng 9 năm 1999 bởi nhóm nghiên cứu tiểu hành tinh gần Trái Đất phòng thí nghiệm Lincoln ở Socorro. Thlà mộtsteroid was đặt tên theo Suraj Hitendra Rambhia for his 1st place award ở the 2005 Intel International Science và Engineering Fair in the category of Medicine và Health.